# الهولوكوست في هولندا

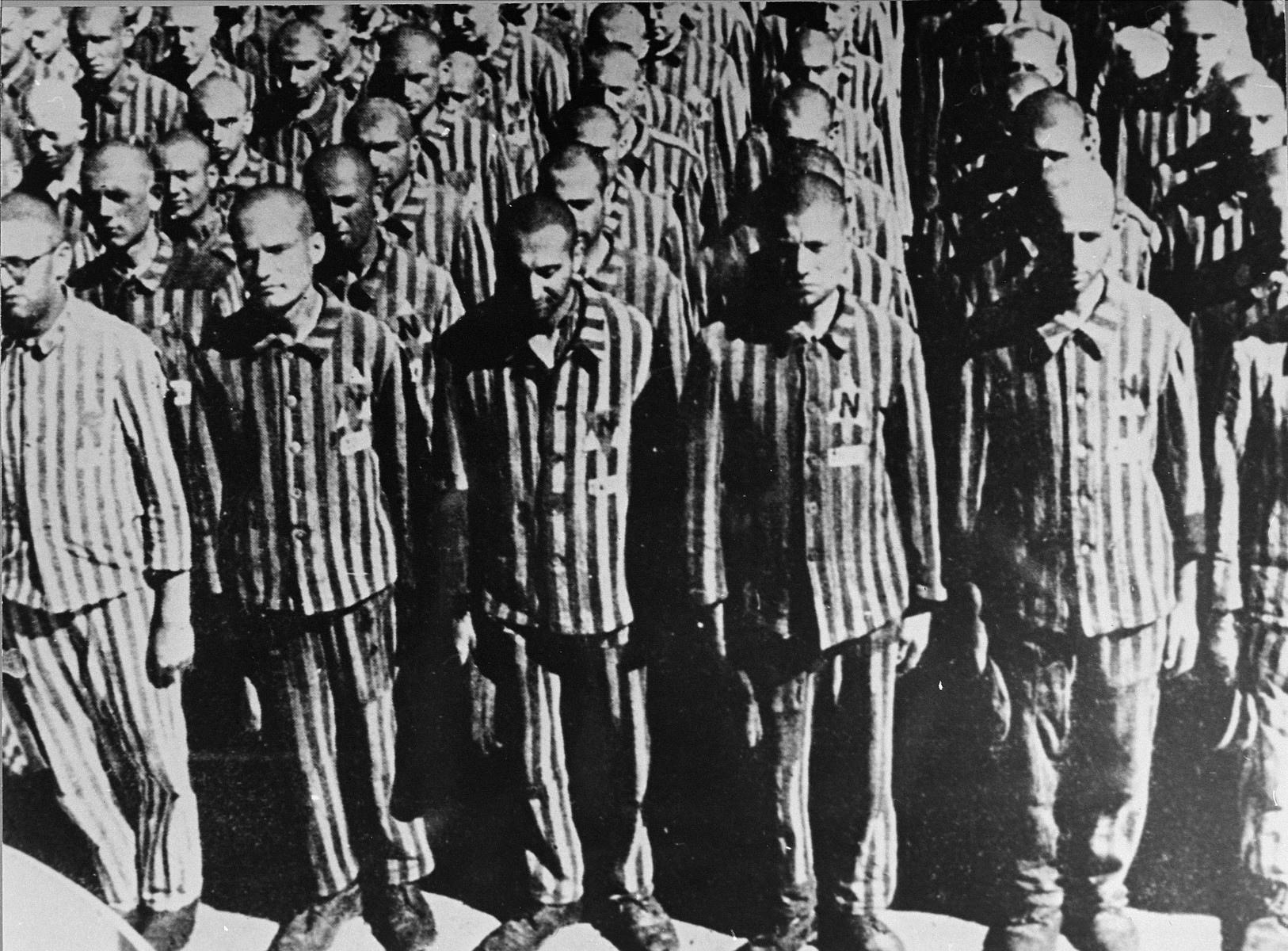
يهود هولنديون يرتدون زي السجن المميز بنجمة صفراء والحرف "N" لهولندا

الهولوكوست في هولندا هو جزء من الهولوكوست الذي ارتكبته ألمانيا النازية على مستوى أوروبا، وحدث في هولندا المحتلة من قبل ألمانيا. في عام 1939، كان هناك نحو 140.000 يهودي هولندي يعيشون في هولندا، بينهم نحو 24.000 إلى 25.000 لاجئ يهودي ألماني فروا من ألمانيا في الثلاثينيات من القرن العشرين. (تزعم مصادر أخرى أن نحو 34000 لاجئ يهودي دخلوا هولندا بين عامي 1933 و1940، معظمهم من ألمانيا والنمسا).
قُتل نحو 75٪ من السكان اليهود الهولنديين في الهولوكوست. وأفاد تعداد عام 1947 بوجود 14346 يهوديًا، أو 10٪ من سكان ما قبل الحرب. ويعزى هذا الانخفاض الإضافي إلى الهجرة الجماعية لليهود إلى فلسطين تحت الانتداب البريطاني.

## لمحة عامة
قدّرت قوات الاحتلال النازي عدد اليهود الهولنديين (عنصريًا) في عام 1941 بنحو 154 ألفًا. وفي الإحصاء النازي، أعلن نحو 121000 شخص أنهم أعضاء في المجتمع الهولندي الإسرائيلي (الأشكناز). وقال 4300 شخص إنهم أعضاء في المجتمع البرتغالي الإسرائيلي (السفارديم). وأفاد نحو 19000 شخص بأن لديهم جدّين يهوديين (يُعتقد عمومًا أن نسبة من هذا العدد كان لها ثلاثة أجداد يهود، لكنها رفضت ذكر هذا الرقم، خوفًا من تصنيفهم كيهود بدلًا من نصف يهود من قبل السلطات النازية). وأفاد نحو 6000 شخص أن لديهم جدًا يهوديًا واحدًا. وكان نحو 2500 شخص ممن جرى إحصاؤهم في التعداد على أنهم يهود أعضاء في الكنيسة المسيحية، معظمهم من الكنيسة المصلحة الهولندية أو الكالفينيين الإصلاحيين أو الروم الكاثوليك.
في عام 1941، كان معظم اليهود الهولنديين يعيشون في أمستردام. ويشير الإحصاء السكاني في عام 1941 إلى الانتشار الجغرافي لليهود الهولنديين في بداية الحرب العالمية الثانية (المقاطعة؛ عدد اليهود - لا يعتمد هذا الرقم على المعايير العرقية للنازيين، ولكن من خلال كيفية تحديد الأشخاص في التعداد):
- خرونينغن - 4682
- فرايزلاند - 851
- درينته - 2498
- أوفرايسل - 4345
- خيلدرلند - 6663
- أوترخت - 4147
- شمال هولندا - 87.026 (بما في ذلك 79410 في أمستردام)
- جنوب هولندا - 25617
- زيلاند - 174
- شمال برابنت - 2320
- ليمبورخ - 1394
- المجموع - 139.717

في عام 1945، كان نحو 35000 يهودي هولندي على قيد الحياة فقط. ويقدر العدد الدقيق «لليهود بشكل كامل» الذين نجوا من الهولوكوست بنحو 34379 (منهم 8500 كانوا جزءًا من زيجات مختلطة، وبالتالي تجنبوا الترحيل والقتل المحتمل في معسكرات الاعتقال النازية). ويقدر عدد «نصف اليهود» الذين بقوا على قيد الحياة في هولندا في نهاية الحرب العالمية الثانية عام 1945 بنحو 14545؛ وكان عدد «ربع اليهود» 5990. قُتل نحو 75٪ من السكان اليهود الهولنديين في الهولوكوست، وهي نسبة عالية بشكل غير عادي مقارنة بالدول المحتلة الأخرى في أوروبا الغربية. 
من العوامل التي أثرت في ضخامة عدد الأشخاص الذين قُتلوا أن الجهاز الحكومي كان سليمًا نسبيًا بعد فرار العائلة المالكة والحكومة إلى لندن. ولم تكن هولندا تحت نظام عسكري، مثلما كانت الدولة الأكثر كثافة سكانية في أوروبا الغربية، ما جعل الاختباء صعبًا لعدد كبير نسبيًا من اليهود. وكان معظم اليهود في أمستردام فقراء، الأمر الذي حد من خياراتهم في الفرار أو الاختباء. ولم يكن في البلاد الكثير من المساحات المفتوحة أو الغابات التي يفر إليها الناس. وامتلكت الإدارة المدنية سجلات مفصلة توضح أعداد اليهود وأين يعيشون. ولم يعرف المواطن الهولندي العادي بوجود «معسكرات الموت» لغالبية فترة الاحتلال. وكان على جميع المواطنين الهولنديين «التسجيل» والعمل في ألمانيا. عندما عرف الهولنديون بالاضطهاد الألماني لليهود في هولندا، بدأوا بأول عمل من العصيان المدني الجماعي في أوروبا المحتلة خلال الحرب العالمية الثانية: فيبرواريستاكينغ («إضراب فبراير»)، لإظهار دعمهم للمواطنين اليهود.
تقول إحدى النظريات أن الألمان استفادوا من المنظمات الإدارية والشرطة الهولندية:
«في استعداداتهم لإبادة اليهود الذين يعيشون في هولندا، كان بإمكان الألمان الاعتماد على مساعدة الجزء الأكبر من البنية التحتية الإدارية الهولندية. كان على المحتلين توظيف عدد محدود نسبيًا من أفرادهم؛ جمع رجال الشرطة الهولنديون العائلات وأرسلوهم إلى الموت في أوروبا الشرقية. نقلت قطارات السكك الحديدية الهولندية التي يعمل بها موظفون هولنديون اليهود إلى معسكرات في هولندا كانت نقاط عبور إلى معسكري أوشفيتز، وسوبيبور، وغيرهما من معسكرات الموت الأخرى». فيما يتعلق بالتعاون الهولندي، نُقل عن أدولف أيخمان قوله «إن عمليات النقل تسير بسلاسة تبعث على السرور». 
خلال السنة الأولى من احتلال هولندا، كان على اليهود، الذين سجلوا بالفعل على أساس عقيدتهم لدى السلطات (مثل البروتستانت والكاثوليك وغيرهم)، الحصول على علامة «J» كبيرة في بطاقات هويتهم. كان على كل مقيم هولندي أن يعلن ما إذا كان له جذور «يهودية» أم لا. منع الألمان اليهود من بعض المهن وعزلوهم عن الحياة العامة. ومنذ يناير عام 1942، أُجبر بعض اليهود الهولنديين على الانتقال إلى أمستردام. ورحل آخرون مباشرة إلى معسكر فستربورك، وهو معسكر عبور واعتقال بالقرب من قرية هوخالن الصغيرة. تأسس معسكر فستربورك في عام 1939 من قبل الحكومة الهولندية كمخيم مركزي للاجئين لتوفير المأوى لليهود الفارين من الاضطهاد النازي بعد كريستالناخت «ليلة البلور». وبعد الاحتلال الألماني لهولندا في عام 1940، أصبحت معسكر عبور لليهود الذين رحلوا إلى معسكرات الاعتقال النازية في وسط وشرق أوروبا، وفيما بعد إلى معسكرات الإبادة. قُتل جميع السجناء الذين غادروا فستربورك متجهين إلى الشرق تقريبًا في الهولوكوست قبل نهاية الحرب العالمية الثانية.
وأرسل جميع اليهود غير الهولنديين إلى فستربورك. بالإضافة إلى ذلك، أرسل أكثر من 15000 يهودي إلى معسكرات العمل. بدأت عمليات ترحيل اليهود من هولندا إلى ألمانيا وبولندا المحتلة من قبل ألمانيا في 15 يونيو عام 1942 وانتهت في 13 سبتمبر عام 1944. وفي النهاية جرى ترحيل نحو 101000 يهودي في 98 عملية نقل من فستربورك إلى معسكرات أوشفيتز (57800؛ 65 عملية نقل)، وسوبيبور (34313؛ 19 عملية نقل)، وبيرغن بيلسن (3724؛ 8 عمليات نقل)، وتيريزينشتات (4466؛ 6 عمليات نقل) حيث قُتل معظمهم. وجرى ترحيل 6000 يهودي آخر من مواقع أخرى (مثل فوخت) في هولندا إلى معسكرات الاعتقال في ألمانيا وبولندا والنمسا (مثل معسكر ماوتهاوزن). ونجا 5200 فقط. أخفى الهولنديون سرًا عددًا من اليهود يقدر بنحو 25.000 - 30.000؛ في النهاية، تمكن ما يقدر بنحو 16500 يهودي من النجاة من الحرب عن طريق الاختباء. ونجا نحو 7000 حتى 8000 من خلال الفرار إلى دول مثل إسبانيا والمملكة المتحدة وسويسرا، أو الزواج من غير اليهود (ما أنقذهم من الترحيل والموت المحتمل). في الوقت نفسه، كان هناك تعاون كبير مع النازيين من قبل السكان الهولنديين، بما في ذلك إدارة مدينة أمستردام، والشرطة البلدية الهولندية، وعمال السكك الحديدية الهولنديين، الذين ساعدوا جميعًا في اعتقال اليهود وترحيلهم.
من أشهر ضحايا الهولوكوست في هولندا آن فرانك. وتوفيت مع شقيقتها مارغوت فرانك بسبب مرض الحمى النمشية في مارس عام 1945 في معسكر اعتقال بيرغن بيلسن. وانتشر المرض في المخيمات بسبب الظروف المعيشية غير الصحية التي أنشأها النازيون عمدًا. وقُتلت والدة آن فرانك، إديث فرانك هولاندر، بسبب الجوع في أوشفيتز. ونجا والدها أوتو فرانك من الحرب. من بين الضحايا الهولنديين المشهورين الآخرين للهولوكوست إتي هيلسوم، التي نُشرت كتاباتها لاحقًا؛ وأبراهام آيسك توشينسكي وإديث شتاين، التي اعتنقت المسيحية وتعرف أيضًا باسم القديسة بنديكتا تيريزا للصليب.
أسس موريس فرانكنهويس مجموعة من الوثائق، وألف مذكرات، وجمع قطعًا أثرية على مدى خمسة عقود، من الحرب العالمية الأولى حتى الحرب العالمية الثانية بما في ذلك الاختباء والسجن في فستربورك وتيريزينشتات. وكشفت أبحاثه أنه مع زوجته وابنتيه ربما كانوا الأسرة الهولندية الأصلية الوحيدة التي نجت بكاملها.
على عكس العديد من البلدان الأخرى حيث جرى القضاء على جميع جوانب المجتمعات والثقافة اليهودية خلال الهولوكوست، نجت نسبة كبيرة بشكل ملحوظ من السجلات الحاخامية في أمستردام، وذلك جعل تاريخ يهود هولندا موثقًا جيدًا بشكل غير عادي.